# Anemia hemolítica de anticorpos reativos ao frio
Anemia hemolítica de anticorpos reativos ao frio ou anemia hemolítica por anticorpos frios, é um tipo de anemia hemolítica auto-imune, aonde o corpo estimula os anticorpos a reagirem contra eritrócitos em baixas temperaturas ou em temperaturas ambiente. Apresentando duas variações, aguda ou crônica.

## Tratamento
Por não haver um tratamento eficaz, se trata os sintomas.

## Sintomas
Dentre os vários sintomas, pode aparecer fadiga e cor azulada nos mãos e braços.